# Gaston Boissier
Gaston Boissier (ur. 15 sierpnia 1823 w Nîmes, zm. 10 czerwca 1908 Viroflay) – francuski historyk i filolog.
W 1856 r. doktoryzował się z zakresu nauk humanistycznych. Profesor Collège de France w Paryżu. Od 8 czerwca 1876 r. był członkiem Akademii Francuskiej (fotel 26), a od 2 maja 1895 r. był jej sekretarzem.
Odznaczony Legią Honorową w klasie Wielkiego Oficera.

## Publikacje
Na podstawie materiału źródłowego
- Le poète Attius, étude sur la tragédie latine pendant la République (1857)
- Quomodo Graecos poetas Plautus transtulerit? (1857)
- Étude sur la vie et les ouvrages de Terentius Varron (1859)
- Étude sur la vie et les ouvrages de M. Terentius Varron (1861)
- Cicéron et ses amis. Étude sur la société romaine du temps de César (1865)
- Cicéron et ses amis (1866)
- La religion romaine d’Auguste aux Antonins (1874)
- L’opposition sous les Césars (1875)
- Promenades archéologiques. Rome et Pompéi (1880)
- Nouvelles promenades archéologiques. Horace et Virgile (1886)
- Madame de Sévigné (1887)
- La fin du Paganisme. Études sur les dernières luttes religieuses en Occident au IVe siècle (1891)
- Saint-Simon (1892)
- L’Afrique romaine. Promenades archéologiques en Algérie et en Tunisie (1895)
- Tacite (1903)
- La conjuration de Catilina (1905)
- Les grandes institutions de France. L’Institut de France (1907)
- L’Académie française sous l’Ancien Régime (1909)